# Sutton
Sutton je priimek več oseb:
- Evelyn Alexander Sutton, britanski general
- George William Sutton, britanski general
- William Moxhay Sutton, britanski general
- Reginald Sutton-Pratt, britanski general